# Антон Гюков
Антон Петков Гюков е български сценограф.

## Биография
Роден е в Бърдарски геран на 14 април 1934 г. През 1958 г. завършва театрални декорации при проф. Г. Каракашев във ВИИИ „Николай Павлович“. Работи последователно в театрите в Провадия, Габрово, Видин, Враца, Стара Загора.

## Сценографски решения
- „Боряна“ от Йордан Йовков
- „Татул“ от Георги Караславов
- „Сън в лятна нощ“ от Уилям Шекспир
- „Преспанските камбани“ от Димитър Талев
- „Д-р“ от Бранислав Нушич[1]